# الضرائب (حزم العدين)

تعديل مصدري - تعديل

الضرائب هي إحدى قرى عزلة حقين بمديرية حزم العدين التابعة لمحافظة إب، بلغ تعداد سكانها 516 نسمة حسب تعداد اليمن لعام 2004.